# Lea Thompson
Lea Katherine Thompson (IPA: [ˈlɪɑ ˈkæθ(ə)ɹɪn ˈtɔmpsən]; Rochester, 31 maggio 1961) è un'attrice e regista statunitense.
È nota soprattutto per aver interpretato Lorraine Baines, la madre di Marty McFly, protagonista della trilogia di Ritorno al futuro.

## Biografia
Ultima dei cinque figli di Barbara e Clifford Thompson, Lea iniziò la carriera facendo spot pubblicitari per la Burger King. In seguito debuttò come attrice nel film Il ribelle (1983), e acquisì una vasta notorietà a fianco di Michael J. Fox nella trilogia di Ritorno al Futuro. 
L'anno seguente, nel 1986, è tra i protagonisti di Howard e il destino del mondo, produzione di George Lucas stroncata da pubblico e critica; si riscattò l'anno seguente con una brillante partecipazione nel film romantico Un meraviglioso batticuore di Howard Deutch, in un ruolo inizialmente destinato a Molly Ringwald. Deutch diventò successivamente suo marito, nel 1989; la coppia ha due figlie, Madelyn (1991) e Zoey (1994), anch'esse attrici.
Nel corso degli anni novanta lasciò gradualmente il mondo del grande schermo diventando una star televisiva soprattutto grazie alla serie Caroline in the City.
Nel 2022 prese parte alla seconda stagione di Star Trek: Picard, settima serie live action del franchise di fantascienza Star Trek, interpretando il ruolo della dottoressa Diane Werner e dirigendo gli episodi Assimilazione (Assimilation) e L'osservatore (Watcher).

## Filmografia

### Attrice

#### Cinema
- Lo squalo 3 (Jaws 3-D), regia di Joe Alves (1983)
- Il ribelle  (All The Right Moves), regia di Michael Chapman (1983)
- Alba rossa (Red Dawn), regia di John Milius (1984)
- The Wild Life, regia di Art Linson (1984)
- Ritorno al futuro (Back to the Future), regia di Robert Zemeckis (1985)
- Space Camp - Gravità zero (SpaceCamp), regia di Harry Winer (1986)
- Howard e il destino del mondo (Howard the Duck), regia di Willard Huyck (1986)
- Un meraviglioso batticuore (Some Kind of Wonderful), regia di Howard Deutch (1987)
- Casual Sex (Casual Sex?), regia di Geneviève Robert (1988)
- Incontro pericoloso (Yellow Pages), regia di James Kenelm Clarke (1988)
- Il grande viaggio (The Wizard of Loneliness), regia di H. Anne Riley (1988)
- Ritorno al futuro - Parte II (Back to the Future Part II), regia di Robert Zemeckis (1989)
- Ritorno al futuro - Parte III (Back to the Future Part III), regia di Robert Zemeckis (1990)
- Articolo 99 (Article 99), regia di Howard Deutch (1992)
- Dennis la minaccia (Dennis the Menace), regia di Nick Castle (1993)
- A Beverly Hills... signori si diventa (The Beverly Hillbillies), regia di Penelope Spheeris (1993)
- Piccole canaglie (The Little Rascals), regia di Penelope Spheeris (1994)
- Una corsa per la vita (The Unknown Cyclist), regia di Bernard Salzmann (1998)
- Fish Don't Blink, regia di Chuck DeBus (2002)
- Truffa a Natale (Stealing Christmas), regia di Gregg Champion (2003)
- Haunted Lighthouse, regia di Joe Dante - cortometraggio (2003)
- Come Away Home, regia di Doug McKeon (2005)
- 10 Tricks, regia di Richard Pagano (2006)
- Out of Omaha, regia di Linda Voorhees (2007)
- Senior Skip Day, regia di Nick Weiss (2008)
- Dubitando di Thomas - Bugie e spie (Spy School), regia di Mark Blutman (2008)
- Exit Speed, regia di Scott Ziehl (2008)
- The Christmas Clause, regia di George Erschbamer (2008)
- Segreti fatali (Balancing the Books), regia di Meir Sharony (2009)
- Thin Ice - Tre uomini e una truffa (Thin Ice), regia di Jill Sprecher (2011)
- Mayor Cupcake, regia di Alex Pires (2011)
- The Trouble with the Truth, regia di Jim Hemphill (2011)
- J. Edgar, regia di Clint Eastwood (2011)
- Left Behind - La profezia (Left Behind), regia di Vic Armstrong (2014)
- Sierra Burgess è una sfigata (Sierra Burgess Is a Loser), regia di Ian Samuels (2018)

#### Televisione
- Avanzare fino al punto zero (Nightbreaker), regia di Peter Markle - film TV (1989)
- I racconti della cripta (Tales from the Crypt) - serie TV (1989)
- Montana, regia di William A. Graham - film TV (1990)
- Stolen Babies, regia di Eric Laneuville - film TV (1993)
- Una strana storia d'amore (The Substitute Wife), regia di Peter Werner - film TV (1994)
- The Unspoken Truth, regia di Peter Werner –film TV (1995)
- Friends – serie TV, episodio 2x06 (1995)
- Caroline in the City – serie TV (1995-2000)
- Il diritto di non parlare (The Right to Remain Silent), regia di Hubert C. de la Bouillerie – film TV (1996)
- Lo specchio del destino (A Will of Their Own), regia di Karen Arthur – miniserie TV (1998)
- Law & Order - Unità vittime speciali (Law & Order: Special Victims Unit) - serie TV, episodio 6x01 (2005)
- Contatto finale (Final Approach), regia di Armand Mastroianni - film TV (2007)
- Jane Doe - Furto al museo (Jane Doe: Eye of the Beholder), regia di Lea Thompson - film TV (2008)
- Greek - La confraternita (Greek), regia di Patrick Sean Smith - serie TV (2010)
- The cabin, regia di Brian Trenchard-Smith - film TV (2011)
- Switched at Birth - Al posto tuo (Switched at Birth) - serie TV (2011-2017)
- CSI - Scena del crimine - serie TV, episodio 14x07 (2014)
- I Muppet - serie TV, episodio 1x02 (2015)
- Scorpion - serie TV (2016-2017)
- The Goldbergs - serie TV, episodio 7x20 (2020)
- Star Trek: Picard - serie TV, episodio 2x05 (2022)

#### Doppiaggio
- Murder, Anyone?, film interattivo su Laserdisc, regia di Philip S. Goodman (1982)

### Regista
- Star Trek: Picard - serie TV, episodio 2x03, 2x04 (2022)

## Riconoscimenti
- American Movie Awards
  - 2014 – Migliore attrice per The Trouble with the Truth
- Blimp Award
  - 1990 – Attrice preferita per Ritorno al futuro – Parte II
- People's Choice Awards
  - 1996 – Candidatura alla miglior attrice in una nuova serie TV
- Satellite Award
  - 1997 – Candidatura alla miglior attrice in una serie TV – Commedia o musicale per Caroline in the City
- Saturn Award
  - 1986 – Candidatura alla miglior attrice non protagonista per Ritorno al futuro
- Young Artist Award
  - 1988 – Migliore giovane attrice in un film drammatico per Un meraviglioso batticuore

## Doppiatrici italiane
Nelle versioni in italiano delle opere in cui ha recitato, Lea Thompson è stata doppiata da:
- Anna Rita Pasanisi in Ritorno al futuro, Ritorno al futuro - Parte II, Ritorno al futuro - Parte III
- Roberta Paladini in A Beverly Hills... signori si diventa, Switched at Birth - Al posto tuo, Scorpion
- Laura Boccanera in Il ribelle, Articolo 99, Thin Ice - Tre uomini e una truffa
- Emilia Costa in Caroline in the city, The Christmas Clause, Star Trek: Picard
- Emanuela Rossi in Howard e il destino del mondo, I Muppet
- Isabella Pasanisi in Lo squalo 3
- Fiamma Izzo in Alba rossa
- Eleonora De Angelis in Space Camp - Gravità zero
- Cristina Boraschi in Un meraviglioso batticuore
- Silvia Tognoloni in Dennis la minaccia
- Claudia Razzi in Racconti di mezzanotte
- Laura Cosenza in Friends
- Sabrina Duranti in Law & Order - Unità vittime speciali
- Pinella Dragani in Jane Doe - Furto al museo
- Elettra Bisetti in J. Edgar
- Anna Cesareni in CSI - Scena del crimine
- Roberta Pellini in Left Behind - La profezia
- Laura Mercatali in Sierra Burgess è una sfigata